# 因為初戀是第一次
《因為初戀是第一次》（韓語：첫사랑은 처음이라서，英語：
），於2019年4月18日全球正式上線，為韓國 A Story公司製作、Netflix韓國原創劇集。第一季上線前即公布將會有第二季。第二季於同年7月26日全球上線。

## 演員陣容

### 主要人物
| 演員   | 角色   | 介紹 |
| 金志洙 | 尹泰伍 | 個性開朗，人緣好，非常受到女生的歡迎；在大學被稱為“經濟系初戀”。家境富裕，因為成年了，所以搬出來獨自住在家族的老厝中。泰伍自從小學以來一直是松伊最好的朋友，特別是在高中松伊父親過世時，開始更加地覺得要保護好松伊。媽媽在三歲時過世，有個同父異母的弟弟。 |
| 鄭彩娟 | 韓松伊 | 長得漂亮、個性開朗活潑；在餐廳及學校圖書館打工。泰伍的青梅竹馬，由於父親去世後，與母親共同生活，某一天母親突然失去了聯繫，房子又遭到拍賣，她最終無家可歸，只能前去投靠泰伍。喜歡道賢。                                                                     |
| 振永   | 徐道賢 | 泰伍的朋友。長相帥氣，個性細心穩重、凡事都會思慮周全、量力而為的人，但因為家境平凡，所以一天到晚都在打工。在第一次與松伊見面時，對松伊留下深刻的印象，之後喜歡上松伊。                                                                                     |
| 崔里   | 吳佳潾 | 泰伍家境富裕的朋友。某天為了體會真正的旅行而離家出走，寄住唯一好友尹泰伍家。崔勳在意的對象。 |
| 姜泰伍 | 崔勳   | 泰伍的朋友。唱歌很好聽，有一個演員夢，但是父母並不支持，所以慘遭父親逐出家門，最後也寄住在尹泰伍家。有點在意吳佳潾。 |

## 其他人物
| 演員   | 角色     | 介紹                 |
| 洪智允 | 柳世賢   | 泰伍一見鍾情的對象。 |
| 尹多勳 | 泰伍爸爸 | 商店街房東。         |
| 全秀卿 | 佳潾媽媽 | 某企業會長。         |

## 資料來源
1. ↑  . KSD韓星網. 2019-04-12  [2021-10-30]. （原始内容存档于2020-11-25）.
2. ↑  . DramaQueen電視迷. 2019-06-14  [2021-10-30]. （原始内容存档于2019-06-17）.

## 外部連結
- 在Netflix上觀看《因為初戀是第一次》